# Antenore Reali
Antenore Reali (Verona, 17 giugno 1897 – Milano, 23 gennaio 1960) è stato un baritono italiano.

## Biografia
Dotato di una voce estremamente ampia, di colore particolarmente scuro e molto estesa ha trovato nel repertorio drammatico, da Verdi a tutto il verismo, il proprio terreno di elezione. Tra i ruoli più frequentati Scarpia, Alfio, Tonio, Rigoletto, Amonasro, Gerard, oltre al Figaro rossiniano.
L'attività artistica, iniziata nel 1921 nella città natale in Rigoletto, si è svolta prevalentemente in Italia (tra gli altri La Scala, il Teatro dell'Opera di Roma, il Teatro Regio di Parma, il Teatro Donizetti di Bergamo, La Fenice di Venezia, il San Carlo di Napoli, il Teatro Comunale di Bologna. All'estero si è esibito in Belgio e nei Paesi Bassi (Amsterdam, Rotterdam).
Ha preso parte a svariate prime esecuzioni assolute, tra cui Maria d'Alessandria di Giorgio Federico Ghedini nel 1937 a Bergamo.
Per motivi di salute si è ritirato dalle scene nel 1952.  

## Discografia
- Giacomo Puccini - IL TABARRO - Michele (ruolo integrale) - dir. Giuseppe Baroni - Orchestra della RAI di Torino
- Arrigo Boito - GIOCONDA - O monumento
- Giacomo Puccini - LA FANCIULLA DEL WEST - Minnie, dalla mia casa son partito
- Ruggiero Leoncavallo - ZAZA' - Zazà piccola zingara
- Giuseppe Verdi - ERNANI -  O de verd'anni miei
- Francesco Cilea - L'ARLESIANA - Come due tizzi
- Umberto Giordano - ANDREA CHENIER - Nemico della patria
- Ruggiero Leoncavallo -PAGLIACCI -Si può?